# Dicționarul Contimporanilor

Dicționarul Contimporanilor este un dicționar biografic al personalităților din România redactat de Dimitrie R. Rosetti și publicat în 1897.
Această lucrare este primul dicționar biografic român modern și cuprinde articole despre personalități de origine română, din diferite domenii de activitate, cât și despre străini stabiliți în România. 

## Ediții
- Dicționarul Contimporanilor, editia I-a, Editura Lito-Tipografiei „Populara”, București, 1897.
- Dicționarul Contimporanilor din Romania (1800-1898), Editura ALFA, București, 2008, ISBN: 973-8278-57-0.